# 瓦略哈薩山
12°51′52″S 75°24′53″W / 12.86444°S 75.41472°W
瓦略哈薩山（Wallu Q'asa），是秘魯的山峰，位於該國中南部萬卡韋利卡大區，由丘帕馬爾卡區和奧拉瓦區負責管轄，屬於瓊塔山脈的一部分，海拔高度5,100米。